# Winnertzia monarthra
Winnertzia monarthra är en tvåvingeart som beskrevs av Boris Mamaev 1990. Winnertzia monarthra ingår i släktet Winnertzia och familjen gallmyggor. Inga underarter finns listade i Catalogue of Life.